# Like a Dragon: Infinite Wealth
Like a Dragon: Infinite Wealth — пригодницька відеогра, розроблена Ryu Ga Gotoku Studio і видана Sega. Це дев'ята частина основної серії Like a Dragon/Yakuza та пряме продовження Yakuza: Like a Dragon (2020) і її спінофу Like a Dragon Gaiden: The Man Who Erased His Name (2023). Infinite Wealth вийшла 26 січня 2024 року для PlayStation 4, PlayStation 5, Windows, Xbox One та Xbox Series X/S, отримавши позитивну реакцію від критиків і ігрової спільноти. 
У 2025 році вийшов спіноф Like a Dragon: Pirate Yakuza in Hawaii, який розповідає про окрему пригоду Маджіми Ґоро, що відбувається на Гавайських островах через півроку після фіналу Infinite Wealth.

## Ігровий процес
Як і попередня частина, Like a Dragon: Infinite Wealth — це рольова гра з покроковими боями. Гра має двох протагоністів, які діють незалежно один від одного: Казума Кірію та Ічібан Касуґа, управління якими передається гравцю у визначені моменти сюжету. Гравець може формувати команду з чотирьох персонажів для протистояння численним супротивникам. Проте, на відміну від минулої гри, цього разу користувач має змогу самостійно пересувати персонажів на полі бою перед застосуванням атак чи навичок, замість того щоб покладатися на автоматичне переміщення за допомогою ШІ.
Як і в попередній частині, кожен персонаж може обирати з широкого набору «професій» — класів, що надають унікальні здібності та стилі гри. Деякі з них повертаються з попередньої гри, зокрема «Брейкер», «Ідол» та «Шеф-повар», тоді як серед нових з'явилися «Акванафт», «Самурай», «Вогняний танцюрист» і «Покоївка». Також кожен персонаж має базову для себе професію, що відповідає його передісторії. Базова професія Кірію — «Дракон Доджіми» — відрізняється від усіх інших персонажів, дозволяючи йому перемикатися між кількома бойовими стилями і копіює бойову механіку побий усіх з минулих ігор серії, де цей персонаж був єдиним протагоністом.
Традиційно для серії, в Infinite Wealth представлений широкий асортимент міні-ігор, всього яких тут двадцять одна: класичні аркадні ігри Sega (Virtua Fighter 3tb, Sega Bass Fishing, SpikeOut), кран-машина, бейсбол, дартс, блекджек, покер, змагання зі збирання бляшанок, «Шалена доставка», масштабна міні-гра з управління нерухомістю на Острові Дондоко, караоке, маджонґ, шьоґі, фотографія, профтехучилище, битви Суджімонів, додаток для знайомств Miss Match, кой-кой, ойчо-кабу, рибалка.

## Сюжет

### Сетинг
Like a Dragon: Infinite Wealth розгортається у 2023 році після подій Yakuza: Like a Dragon і Like a Dragon Gaiden: The Man Who Erased His Name. Дія відбувається у новій для цієї серії локації — Гонолулу, Гаваї, а також на короткі проміжки часу в грі також присутні Ісеза́кі Іджінчо́, що є вигаданим районом Йокогами, заснованим на Ісезакічо та ключова локація цієї франшизи — Камурочо́ в Шінджюку, Кабукічо.
У центрі сюжету Касуґа Ічібан (Накая Казухіро) та Кірію Казума (Курода Такая). Касуґа прибуває до Гонолулу в пошуках своєї біологічної матері, Кішіди Акане (Сакакібара Йошико), яку вважав загиблою. Кірію, маючи свої мотиви для пошуків Акане, об'єднується з Касуґою, щоб знайти та захистити її від місцевих злочинних угруповань на тлі розкриття масштабної міжнародної змови щодо нелегального бізнесу з транспортування і захоронення радіоактивних відходів, де залучені не тільки колишні якудза, а і посадовці Японії і ряду інших країн світу.

## Розробка
Like a Dragon: Infinite Wealth було анонсовано у вересні 2022 року під час прямої трансляції щорічного тематичного івенту Ryu Ga Gotoku. Спочатку проєкт мав назву Like a Dragon 8. У першому трейлері особливу увагу привернув зовнішній вигляд Кірію, який помітно відрізнявся від попередніх частин серії. Другий трейлер показали на Xbox Games Showcase 2023, де вперше продемонстрували нову локацію за межами Японії та підтвердили остаточну назву проєкту. Керівник RGG Масайоші Йокояма зазначив, що підзаголовок Infinite Wealth не лише відображає основну ідею сюжету, а також є способом розрізнення міжнародної та японської версій гри.

## Оцінки і відгуки
| Агрегатор  | Оцінка                              |
| ---------- | ----------------------------------- |
| Metacritic | ПК: 89/100 PS5: 89/100 XSXS: 92/100 |

| Видання        | Оцінка |
| -------------- | ------ |
| Destructoid    | 8/10   |
| Eurogamer      | 4/5    |
| Famitsu        | 40/40  |
| GameSpot       | 8/10   |
| GamesRadar+    | 4/5    |
| IGN            | 9/10   |
| PC Gamer (США) | 8/10   |
| Shacknews      | 10/10  |

Like a Dragon: Infinite Wealth отримала «загалом позитивний» рейтинг на агрегаторі рецензій Metacritic, набравши 89 балів за версію на PlayStation 5, 92 бали на Xbox Series та 89 балів на Microsoft Windows.
Ерік ван Ален з Destructoid хвалив Infinite Wealth за детальне пропрацювання характерів персонажів, ігрову механіку, що «відкриває сильні та емоційні моменти у їхніх побічних квестах» та «різноманіття доступних гравцям активностей». Однак зауважив, що «величезний масштаб» цієї гри «може здатися дещо надмірним», додавши: «Мені справді подобається багато аспектів цієї гри, але через її масштаб деякі частини виглядають набагато пропрацьованішими, тоді як інші — навпаки, тягнуть загальне враження вниз. Навіть фінал здається доволі раптовим і ніби поспіхом завершеним». Домінік Тарасон з PC Gamer негативно відреагував на масштабність гри, зазначивши, що «основні труднощі Infinite Wealth зосереджуються в перших 15 годинах гри, коли та намагається водночас ввести численних персонажів, ознайомити з містом Йокогама та швидко представити протагоніста[...] Хоча на старті є кілька сильних сюжетних моментів, Infinite Wealth знадобиться деякий час, щоб розкачатися». У своєму огляді він також зазначив, що незважаючи на те, що має загалом позитивне враження від гри, навряд чи колись повернеться до неї з повторним проходженням. Лексі Ладді з Sharknews залишилася в захваті майже від всіх аспектів і механік гри: «Infinite Wealth має свої вади. Побачення з живими акторами в Live-action форматі все ще виглядають незграбно, режим «нової гри+» не варто було б ховати за платним DLC, а сюжет настільки насичений, що йому явно не завадив би зручний індекс подій, подібно до того, як це реалізовано в Yakuza 4 та 5. Проте всі ці недоліки тьмяніють на тлі видатної покрокової бойової системи, глибоких ігрових механік, безлічі захопливих побічних занять, яскравих нових персонажів, неймовірної графіки та саундтреку, а також блискучого поєднання гумору, драми та сильного фіналу».
Варто зауважити також, що рішення Sega продати режим «нової гри+» як окреме DLC викликало значну хвилю критики з боку ігрових видань та геймерської спільноти на старті продажів.

### Продажі
За перший тиждень після релізу 26 січня 2024 року було продано та відвантажено понад 1 мільйон копій гри по всьому світу, що зробило її найпродаванішою грою в історії франшизи. У Японії гра очолила чарти продажів на PS5 з понад 100 000 копій, а версія для PS4 продалася тиражем понад 77 000 копій за перший тиждень. На платформі Steam гра досягла пікового онлайну в понад 45 000 гравців, що також стало рекордом для серії.